# گنپی توما دن
«گنپی توما دن» (انگلیسی: Genpei Tōma Den) یک بازی ویدئویی در سبک بازی اکشن است که توسط نامکو و در سال ۱۹۸۶ و در پلت‌فرم‌های بازی آرکید، توربوگراف‌اکس-۱۶، و سیستم سرگرمی نینتندو منتشر شده‌است.